# 索里格拉
索里格拉，是西班牙加泰罗尼亚莱里达省的一个市镇。 总面积106平方公里，总人口325人（2001年），人口密度3人/平方公里。